# Jakub Jurka
Jakub Jurka (Olomouc, 13 de junio de 1999) es un deportista checo que compite en esgrima, especialista en la modalidad de espada. Participó en dos Juegos Olímpicos de Verano, obteniendo una medalla de bronce en París 2024, en la prueba por equipos (junto con Jiří Beran, Martin Rubeš y Michal Čupr).

## Palmarés internacional
| Juegos Olímpicos | Juegos Olímpicos | Juegos Olímpicos  | Juegos Olímpicos   |
| Año              | Lugar            | Medalla           | Prueba             |
| ---------------- | ---------------- | ----------------- | ------------------ |
| 2024             | París (Francia)  | Medalla de bronce | Espada por equipos |